# Coronilla juncea

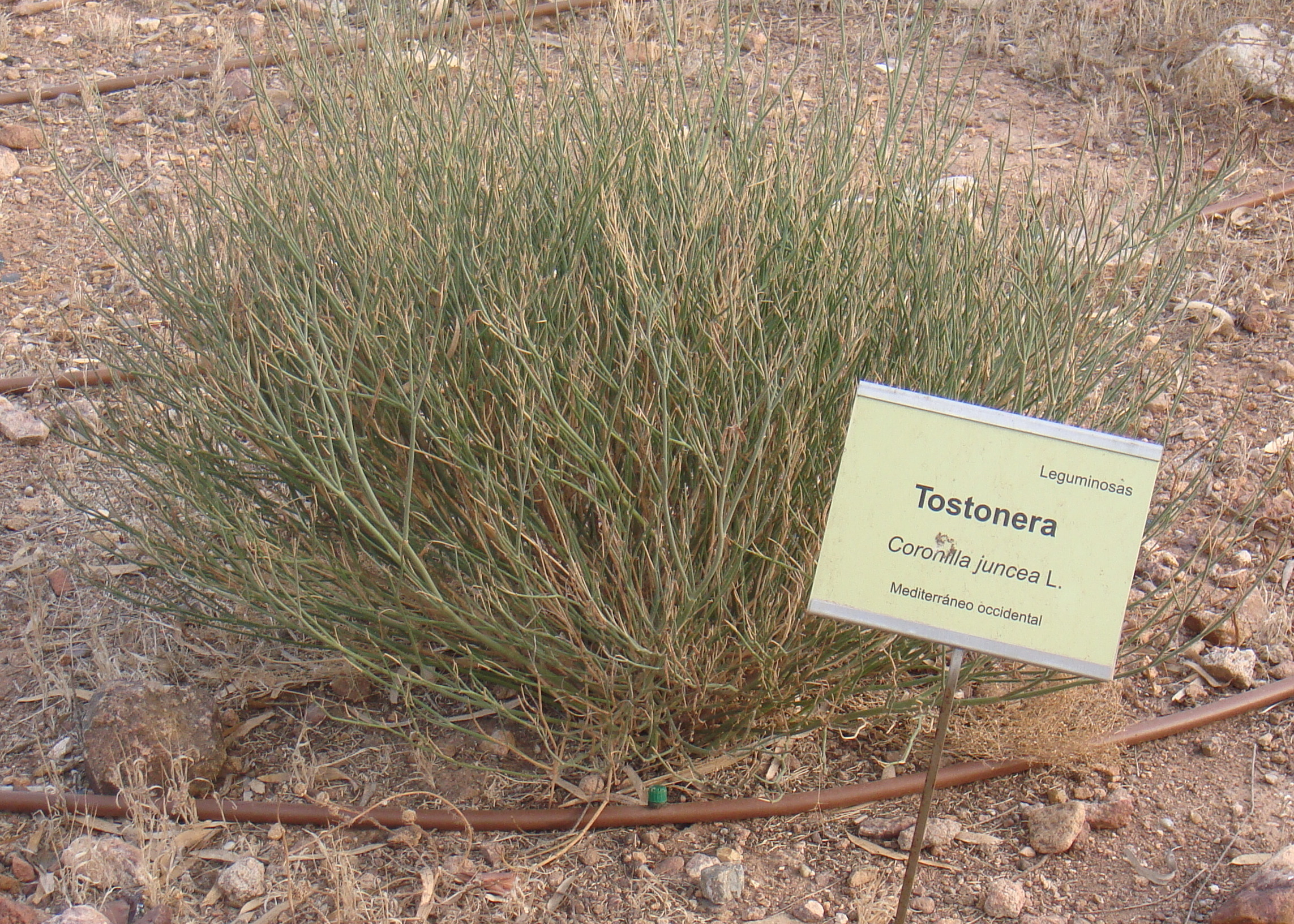
Vista de la planta

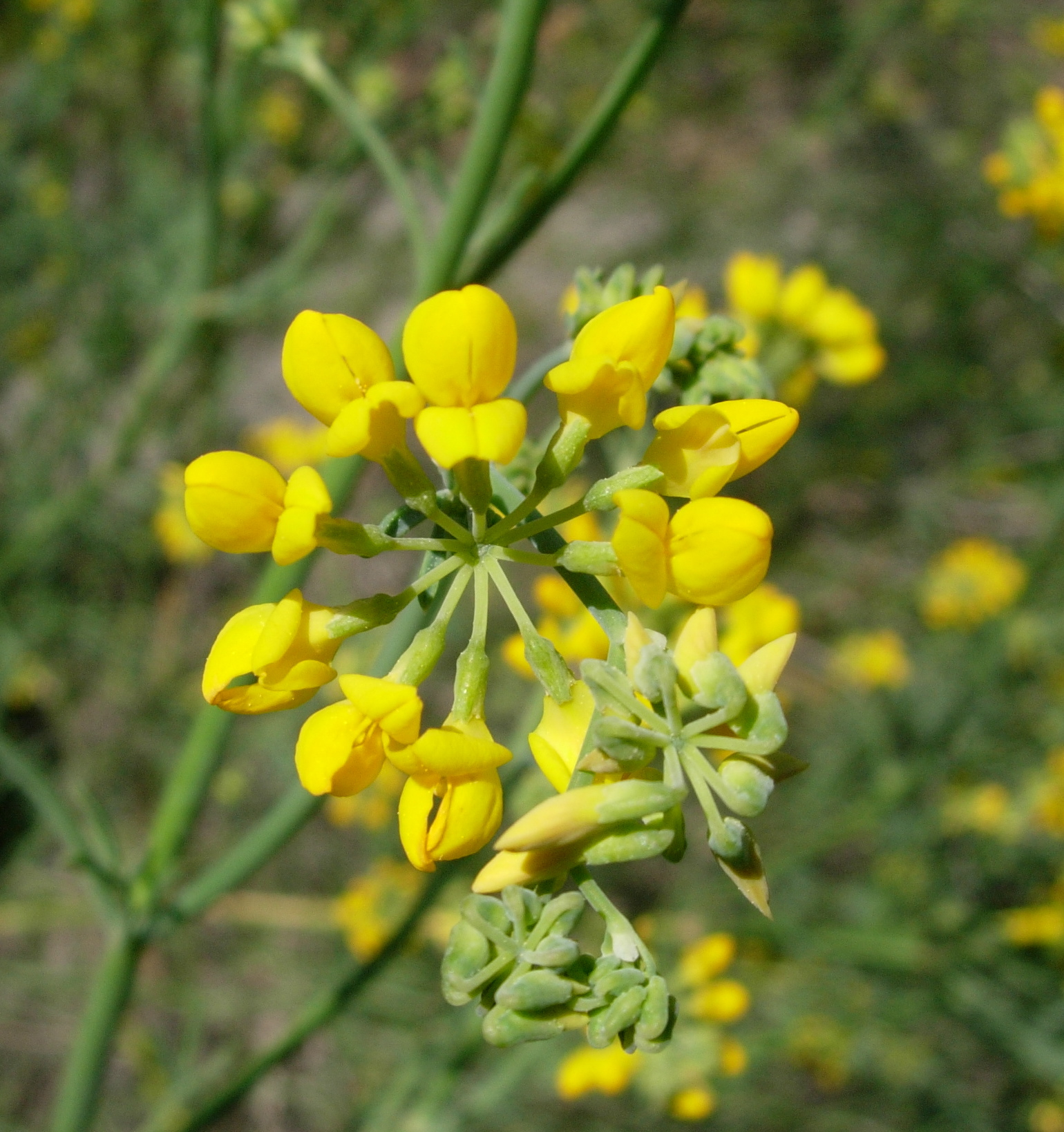
Flors

La coronil·la júncia (Coronilla juncea) és un arbust de la família de les lleguminoses.

## Descripció
És un arbust de fins a 2 m. Les seves tiges són verdes, de fàcil aixafament, amb entrenusos llargs. Fulles amb facilitat per caure, amb raquis foliaci, imparipinnades, amb de 2 a 3 parells de folíols. Les flors s'agrupen en nombres de 2 a 6, grogues, sostinguda aquesta inflorescència pels peduncles més llargs que les fulles. Els fruits són llegums amb constriccions poc marcades. Floreix a la primavera i a l'estiu.
El seu nom científic ve a significar "coroneta jonquera" (del llatí iuncus: jonc), per les seves tiges gràcils i nus que van motivar que Jean Bauhin (1541-1612) la denominés en altres temps Colutea Caule genistae fungoso (espantallops de tija esponjós com de ginesta).

## Hàbitat
Sobre sòls pedregosos i sorrencs. Sobre matolls secs i assolellats, principalment a terrenys calcaris, des del nivell del mar fins a uns 800 m d'altitud.

## Distribució
Es distribueix per gran part del Mediterrani, sobretot a la zona occidental. També a l'est centre i sud de la península Ibèrica, a més de les Illes Balears (Mallorca i Menorca).

## Taxonomia
Coronilla juncea va ser descrita per Linné i publicada a Species Plantarum 2: 742. 1753.

### Etimologia
- Coronilla: gènere establert per Tournefort i revalidat per Linné. El nom es prenia de Lobelius, qui al seu torn es va inspirar en el nom vulgar espanyol, segons Carolus Clusius, de la C. minima subsp. lotoides (Koch) Nyman (C. clusii auct., Lleguminoses), “Coronilla del Rey” –esp. coronilla f. = diminutiu de corona–. Es fa al·lusió a la forma de la inflorescència.[6]
- juncea: epítet llatí que significa "abundant".[7]

### Citologia
El nombre de cromosomes de Coronilla juncea (Fam. Leguminosae) i taxons infraespecífics és de 2n=12.